# إيديفالدو مارتنز فونسيكا
إيديفالدو مارتنز فونسيكا (بالبرتغالية: Edivaldo Martins da Fonseca‏) (مواليد 13 أبريل 1962) هو لاعب كرة قدم. يلعب مع منتخب البرازيل لكرة القدم. سبق له أن لعب في كأس العالم لكرة القدم مع منتخب بلاده.

## روابط خارجية
- إيديفالدو مارتنز فونسيكا على موقع قاعدة بيانات كرة القدم.إي يو (الإنجليزية)
- إيديفالدو مارتنز فونسيكا على موقع ناشيونال فوتبول تيمز (الإنجليزية)
- إيديفالدو مارتنز فونسيكا على موقع Soccerway.com (الإنجليزية)
- إيديفالدو مارتنز فونسيكا على موقع عالم كرة القدم.نت (الإنجليزية)